# Adam Fergusson (3e baronnet)
Adam Fergusson (7 mai 1733-25 septembre 1813) est un avocat et homme politique écossais. Il est décrit comme capable mais sans humour. Avec des contemporains tels que Robert Dundas, il fait partie de ce qu'on appelait le ministère écossais au Parlement à la fin du XVIIIe siècle.

## Biographie
Il est né dans l'Ayrshire le 7 mai 1733, le fils aîné survivant de Jean Maitland, fille du vicomte Maitland et de James Fergusson (2e baronnet) et frère aîné de George Fergusson (Lord Hermand).
Il fréquente l'école Maybole avant d'étudier le droit à l'Université d'Édimbourg, se qualifiant comme avocat en 1755. Il passe ensuite un an à Bruxelles pour poursuivre ses études juridiques avant d'entreprendre un Grand Tour d'Europe en 1757 et 1758.
En 1759, son père décède et il hérite de ses domaines et de son titre de baronnet. À ce stade, lui et son ami George Dempster de Dunnichen décident de se lancer en politique. Fergusson se présente dans les Ayr Burghs contre Patrick Craufurd. Sa jeunesse (26 ans) l'oblige se retirer 10 jours avant les élections, à son grand embarras. Cette expérience l'a prévenu contre la politique pendant quelques années.
En tant qu'avocat, il se fait connaître en soutenant les revendications de la jeune comtesse de Sutherland à la pairie. En 1774, il revient en politique avec un slogan quelque peu ironique d'être «un champion du comté contre l'influence aristocratique» (se référant aux membres plus haut placés de l'aristocratie plutôt qu'à lui-même). Dans cette entreprise, il est soutenu par le Lord Président, Robert Dundas le Jeune et son frère Henry. Ils ont fourni une position de repli pour représenter les Linlithgow Burghs s'il ne gagnait pas l'Ayrshire, mais cela s'est avéré inutile car il remporte le siège de l'Ayrshire .
Son premier discours enregistré au Parlement a lieu le 26 octobre 1775 lorsqu'il se prononce en faveur de l'adoption de mesures énergiques contre les États-Unis d'Amérique. Le 24 novembre 1775, il semble basculer dans l'autre sens, insistant pour que le gouvernement consulte le Parlement avant d'envoyer des troupes hanovriennes à Gibraltar ou à Minorque. Ses intérêts se concentrent sur des sujets tels que la milice écossaise et des sujets tels que le projet de loi visant à réduire l'adultère en 1779. En 1779, il se prononce contre Henry Cavendish dans sa proposition de retirer des troupes d'Amérique pour se concentrer sur les guerres avec la France .
Il est réélu pour l'Ayrshire en 1781, gagnant contre le candidat des pairs, Hugh Montgomerie. Au cours de cette deuxième session, il est plus intégré et sélectionné pour un comité secret pour enquêter sur la cause des guerres dans la région carnatique du sud de l'Inde. En juillet, il obtient une place importante au sein de la Chambre de commerce. Il est un partisan ferme mais silencieux de Lord North. Au cours des années suivantes, il se prononce contre les taxes à péage sur leur impact sur l'Écosse et les curieuses lois interdisant la culture du tabac en Grande-Bretagne et taxant le savon. Il soutient Pitt, mais critique les retards dans l'adoption du projet de loi sur la mutinerie .
Fergusson est associé de la désastreuse banque Douglas, Heron & Company .
En 1783, il est membre fondateur de la Royal Society of Edinburgh et en 1786 fonde la British Fishery Society .
Aux élections suivantes, en août 1784, en accord avec Dundas et d’autres, il se retire dans l’Ayrshire pour permettre à Hugh Montgomerie de l'emporter, et se voit offrir à la place le siège de James Hunter Blair à Édimbourg. Cependant, il ne reçoit aucun poste dans ce nouveau rôle. Il vote pour la réforme parlementaire en 1785. Sa période en tant que député d'Édimbourg est relativement silencieuse .
En 1790, il revient en tant que député de l'Ayrshire. En 1791, Pitt le propose comme arpenteur des terres de la Couronne, mais cela n'est pas accepté. Sa santé se détériore et il parle peu. Il ne cherche pas à être réélu en 1796 .
En 1796, il revendique sans succès le titre de comte de Glencairn (grâce à la lignée de sa mère). Il passe ses dernières années comme avocat. Il est décédé le 25 septembre 1813. Il ne s'est jamais marié.